# Cinnyris prigoginei
El suimanga de Prigogine (Cinnyris prigoginei) es una especie de ave paseriforme de la familia Nectariniidae endémica de la República Democrática del Congo.

## Distribución
Se encuentra únicamente en los montes Marungu al suroeste del lago Tanganica, en el sureste de la República Democrática del Congo.